# Raymonde Guyon-Belot
Pour les articles homonymes, voir Guyon et Belot.
Raymonde Guyon-Belot, née Raymonde Vallat, est une résistante française, déportée puis médecin, née le 19 janvier 1921 à Givors (Rhône) et morte le 7 juin 2006 à Aix-les-Bains. Avec son premier époux Fernand Belot, elle participe notamment à l'impression clandestine des « Cahiers du Témoignage chrétien ».

## Biographie
En 1940, elle est étudiante en histoire-géographie à Lyon. Elle s'engage dès la rentrée universitaire à la Jeunesse étudiante chrétienne (JEC). C'est là qu'elle rencontre Fernand Belot, étudiant en médecine déjà mobilisé et capturé par les Allemands mais évadé. Là se retrouvent des étudiants d’origines diverses : ils viennent de l’Est, de Besançon, Belfort, Strasbourg. On compte parmi eux les amis du Père Jean Flory, Pierre Bockel et un séminariste, André Mandouze. Tous souhaitent, encouragés par le Cardinal Gerlier, créer un nouveau journal d’inspiration chrétienne, en remplacement du « Temps présent » qui ne paraît plus depuis le mois de juin. Ce sont les prémices de la Résistance spirituelle.

### Les«Cahiers du témoignage chrétien»

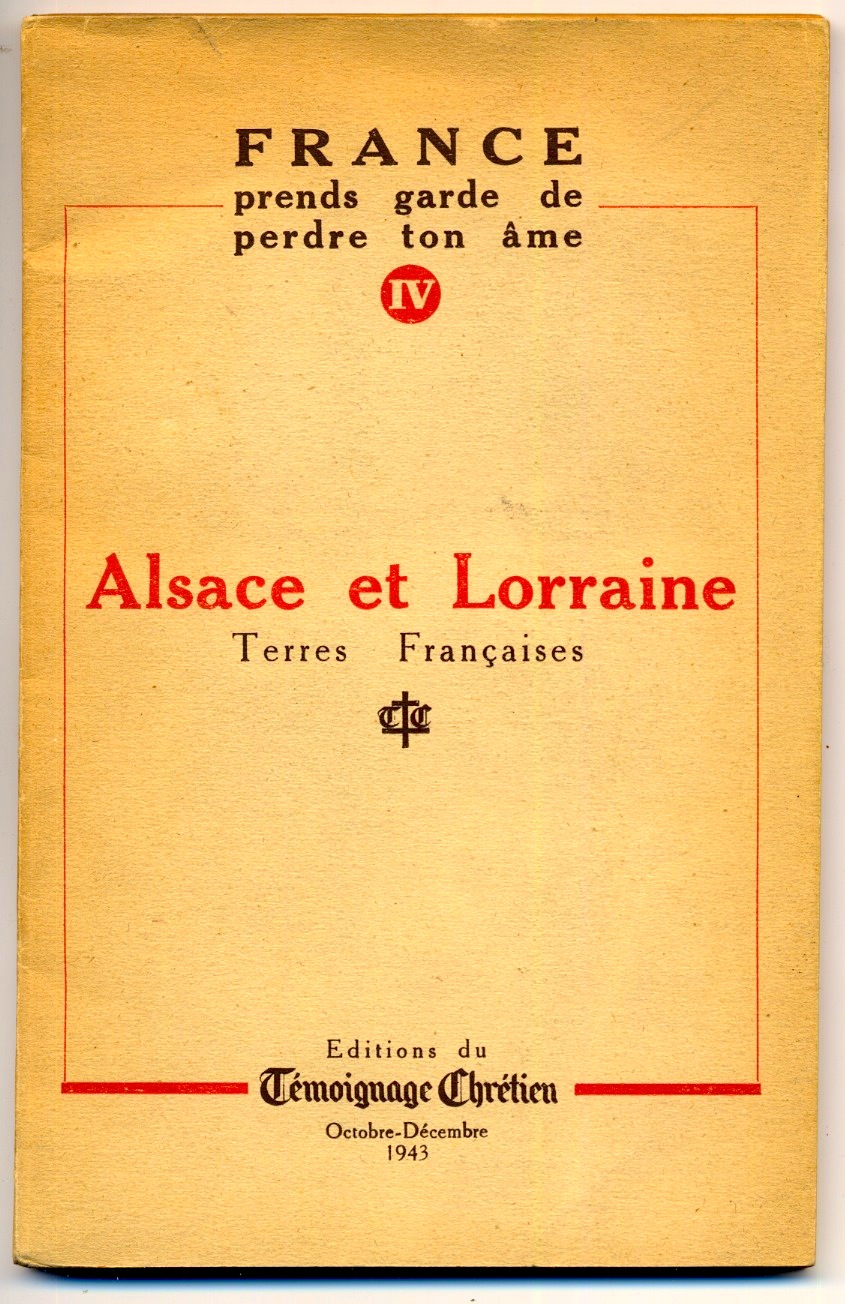
Le Cahier « Alsace et Lorraine terres françaises », rédigé clandestinement par l’abbé Pierre Bockel en 1943.

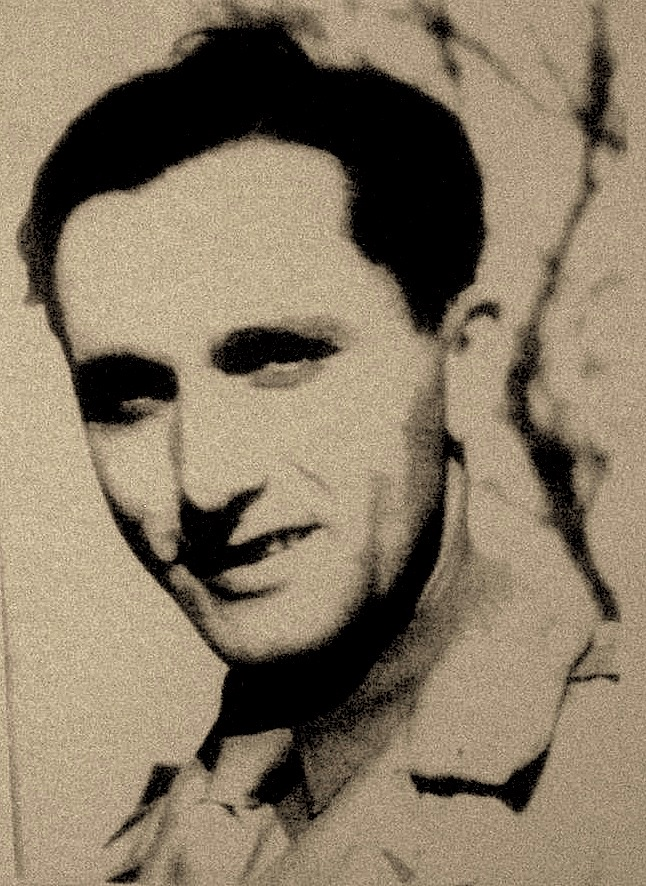
L’abbé Bockel en 1944.

Très vite Raymonde va aider Fernand à rédiger, imprimer, diffuser. Ils font maintenant partie des principaux responsables de l’organisation des « Cahiers du Témoignage chrétien », le journal créé en 1941 par le Père Jésuite Pierre Chaillet. L’appartement des parents de Raymonde va servir de « point de chute ».
Raymonde aide alors son mari à trouver une nouvelle imprimerie clandestine. Celles de la région parisienne et de Lyon ont été neutralisées par les nazis. Ce sera Antoine Vernier un imprimeur de Pont-de-Roide-Vermondans qui va prendre la relève. Au total 550 000 Cahiers et 1 255 000 Courriers sont imprimés, dont plus de 100 000 dans cette imprimerie.
Durant des mois, Fernand et Raymonde ont transporté dans leurs valises, ces fameux Cahiers clandestins, qu’il apportaient aux distributeurs. Ils diffuseront les Cahiers dans un réseau qui s’étendra de Lyon à Limoges, Brive, Avignon, Toulouse, puis dès 1942 en zone occupée.
Dans le certificat de Résistance qu’il délivrera à Raymonde Belot, le Père Pierre Chaillet écrit : « Mlle Raymonde Vallat a été, dès 1941, l’une de nos plus actives propagandistes de presse clandestine dans la région lyonnaise. Responsable des Facultés, en liaison avec son fiancé, Fernand Belot, elle a assumé les tâches de liaison les plus délicates, avec un courage et une discrétion exemplaires ».
En 1942, Fernand est lieutenant dans l’armée secrète. Il met sur pied des filières d’évasion. Aidé de Raymonde, il fait passer des Juifs en Suisse.

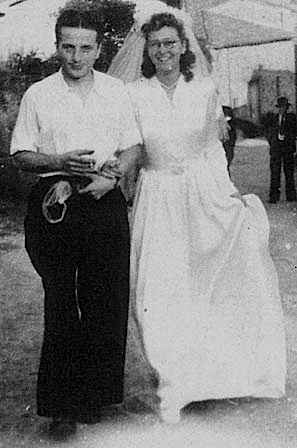
Le mariage de Fernand et Raymonde Belot en juillet 1943.

Le 22 juin 1943, Fernand Belot soutient sa thèse de doctorat en médecine quelques jours avant son mariage civil.
Le 29 juin 1943, Fernand et Raymonde se marient civilement puis religieusement le 1er juillet. Les parents de Fernand ne souhaitaient pas que ce mariage se fasse si tôt. Les jeunes mariés décident alors de prendre un repos sabbatique en Franche-Comté. Raymonde veut connaître sa belle-famille. Ils seront ainsi plus proches de l’imprimerie de Pont-de-Roide-Vermondans.
L’abbé Pierre Bockel rendra hommage au couple dans l’envoi de la réédition du Cahier « Alsace et Lorraine, terres françaises » ainsi que dans sa préface : « La bienveillance un peu craintive des charmantes personnes qui m’hébergeaient et dont je transformais provisoirement le domicile en centrale de rédaction, la précieuse collaboration de Fernand et Raymonde Belot […] me rendirent possible ce travail de forcené ».

### Dénonciation, arrestations, assassinats et déportations
Après trois années d’activité dans la Résistance, Fernand Belot est dénoncé par un traître, un italien nommé Ferrarèse, membre de la Gestapo, qui s’est infiltré dans le groupe. A Lyon, le 27 mars 1944, on arrête Raymonde et ses parents, ainsi que Fernand et son père, le Colonel Belot. Malgré les tortures et les sévices de Klaus Barbie à la prison Montluc à Lyon, aucun des deux ne dévoile les secrets du réseau « Témoignage Chrétien ».
Apprenant que son mari a quitté sa cellule le 9 juin 1944, Raymonde pense qu’il a été déporté et qu’il s’évadera comme il en avait pris l’habitude, alors qu'il a été fusillé. Le 1er juillet, Raymonde est envoyée à Romainville. Le 10 juillet, c’est le départ en train vers l’Allemagne. Après un arrêt à Neue Bremm, elle est envoyée au camp de concentration de Ravensbrück.

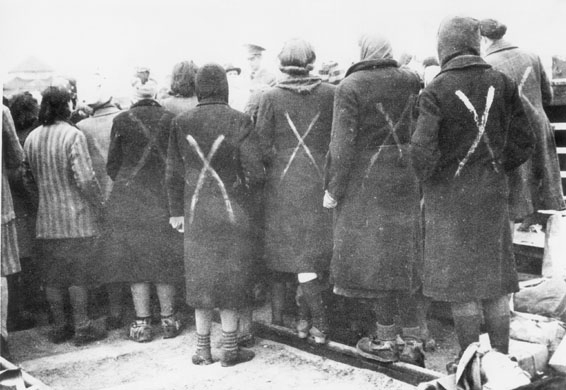
Femmes de Ravensbrück attendant d'être évacués par la Croix-Rouge suédoise. La croix blanche indique qu'elles sont des prisonniers.

Elle aura cinq amies : Lucienne, Michelle, Agnès, Geneviève, Simone. Dans ses mémoires, Le sel de la mine,, elle se fait appeler Jacqueline. « Nous formions une entité, tout au long de notre déportation, nos camarades considérant notre groupe comme une individualité » écrit-elle. Elles restèrent d’ailleurs soudées jusqu’à la fin de leurs jours.
Raymonde raconte l’horreur concentrationnaire, ce qu’on leur propose aussi pour y échapper : accepter de partir sur le front russe dans les bordels pour soldats. Elles mangeraient à leur faim, auraient de jolies robes, coucheraient dans un lit. « Nous n’aurions jamais plus de dix clients par jour, mais une balle dans la tête à la première maladie » écrit-elle. Le chef de camp avait dit : « je veux des Françaises. » Les six amies se séparent alors pour se fondre au maximum dans les rangs.
Le 5 août 1944, elles arrivent au camp de travail de Beendorf près de Magdebourg. Durant huit mois, elles travaillent dans une usine souterraine creusée dans une immense mine de sel jusqu’à 800 mètres sous terre : douze heures par jour, une semaine de jour, une semaine de nuit, six jours sur sept, tel est le rythme de travail des déportées. Trois kilomètres les séparent du camp.
Un jour, on lui annonce qu’elle a saboté son travail. 4 000 pièces sont fausses. On va la fusiller. Elle n’avait plus assez de force pour tourner le volant du tour, si bien que le pas de vis qu’elle fabriquait était trop grand pour la vis. Finalement « l’ingénieur » lui dit : « Après tout, ce n’est pas votre travail qui nous intéresse. Ce qu’on veut, c’est vous faire crever ! » « À l’heure de ma mort je m’en souviendrai encore », écrit-elle.
Elles avaient, certes, toutes perdu au moins vingt kilos, leurs ongles et leurs cheveux ne poussaient plus, mais les Françaises gardaient toujours la tête haute, ce qui énervait les surveillantes.
Enfin ce fut Hambourg en avril 1945. Elles creusent des tranchées antichars. Pour la première fois, Raymonde avoue qu’elle a bien failli flancher. Elle pèse trente-cinq kilos. Les forces lui manquent, elle n’en peut plus. C’est alors que le 2 mai, on les fait monter dans un train qui les emmène dans une petite gare. Là des camions blancs de la Croix-Rouge Danoise les attendent. Elles sont conduites en Suède, car le Danemark est occupé. Elles sont accueillies par le Comte Bernadotte qui les fera soigner et retrouver figure humaine. Elles rentrent à Paris le 9 juillet 1945.
Raymonde Belot apprend alors l’assassinat de son mari. En fait, ses amies connaissaient la vérité, mais elles ne l’ont jamais dévoilée à Raymonde qui a toujours gardé espoir de retrouver Fernand vivant. Pendant onze mois elle a recherché vainement sa trace. Finalement il a été reconnu sur une photo de fusillés non identifiés.
À son retour à Lyon par fidélité à la mémoire de son mari, Raymonde entreprend des études de médecine et se spécialise en radiologie. Elle ouvre un cabinet à Aix-les-Bains.

### 26 mai 1987, au procès de Klaus Barbie
Jusqu’en 1987, Raymonde Belot qui a pris sa retraite de médecin n’évoque jamais son passé. Elle s‘est remariée après-guerre et s’appelle désormais Raymonde Guyon. C'est le procès de Klaus Barbie qui la remet en contact avec cette époque.
Raymonde Belot fait partie avec Lucien Margaine, Mario Blardone, Robert Clor, Vincent Planque, Charles Fralent, des témoins appelés à identifier le bourreau des « Enfants d’Izieu ».
Le 26 mai 1987, Klaus Barbie qui se soustrait à son procès depuis deux semaines, est contraint de comparaître à la demande du Président de la Cour d’assises, lors de la douzième audience. Il est jugé pour crimes contre l’humanité, arrestations de Résistants et déportation de Juifs : 4 342 meurtres, 7 591 Juifs déportés, 14 311 arrestations et déportations. Près de 8 000 prisonniers de la prison Montluc ont disparu sans laisser de traces.
Lors de son arrestation, quand Barbie annonce à Raymonde qu’il allait faire fusiller son mari qui refusait de parler, elle rit en répondant : « Pourquoi, nous ne sommes ni juifs, ni terroristes, ni communistes ? », Ce à quoi il lui a répliqué : « Vous êtes pires, car avec vos écrits, vous armez les terroristes ».
Après Lucien Margaine, Mario Blardonne reconnaît à son tour formellement Klaus Barbie : « je veux le regarder dans les yeux, ces yeux glacials, cette bouche, voyez il a fermé les yeux, sa lâcheté on la voit ». Comme Robert Clor : « Oui, c'est lui, il a toujours le même air faux jeton », Vincent Planque : « En mon âme et conscience, je le reconnais sans le moindre doute », et Raymonde Bellot : « Je suis transportée à 43 ans en arrière. C'est lui qui m’a interrogée, m’a promis de faire fusiller mon mari et m’a fait déporter » puis elle témoigne à son tour de la déportation, du manque d'hygiène, surtout pour les femmes, de la déshumanisation. Elle ne cache aucun détail. Elle explique à la Cour et au public nombreux qui se trouve dans la salle d’audience, que jusqu’alors les anciens déportés avaient honte de parler de ce qu’ils avaient vécu dans les camps. Quarante-quatre ans après, elle a décidé de rompre le silence.
À aucun moment, Barbie ne regardera ses accusateurs dans les yeux, et au bout de quelques minutes, il quitte une nouvelle fois l’audience.
Fernand et Raymonde Belot reposent au cimetière de Saint-Ferjeux.

## Décoration
- Médaille de la Résistance française (décret du 24 avril 1946)[10]